# Erithacus
Erithacus is een geslacht van zangvogels uit de familie van de vliegenvangers (Muscicapidae). 

## Soort
Sinds 2014 is er nog maar één soort in dit geslacht:
- Erithacus rubecula – Roodborst

Japanse roodborst en ryukyuroodborst zijn ingedeeld bij het geslacht Larvivora.